# Liebe im Ring (1930)
Liebe im Ring ist ein deutscher Teiltonfilm (laut Kinoplakat: „Terra-Ton-Film mit Gesangs- und Sprecheinlagen“) aus dem Jahr 1930, den Max Glass für die Berliner Terra Film AG. produzierte. Regie führte Reinhold Schünzel, in den Hauptrollen sind Max Schmeling, Olga Tschechowa und Renate Müller besetzt, in tragenden Rollen Kurt Gerron und Frida Richard. 

## Handlung
Max, der Sohn einer Obsthändlerin, wird bei einer Varietévorstellung, die er mit seiner Freundin Hilde besucht, von einem Box-Manager entdeckt und später zum Boxer ausgebildet. Seinen ersten großen Kampf gegen den gefürchteten farbigen Boxer Ali kann er für sich entscheiden. Das erweckt das Interesse der Salondame Lilian. Sie versteht es, ihn völlig in ihren Bann zu ziehen. Unter ihrem Einfluss vernachlässigt er seine Pflichten und schließlich auch Hilde. Als sie ihm aber beweisen kann, dass Lilian auch andere Herren empfängt, kommt er zur Besinnung. 
Beim großen Kampf um die Deutsche Meisterschaft, an der er teilnimmt, gibt sich Max eine Blöße, als er Lilian mit ihrem Liebhaber unter den Zuschauern entdeckt. Diese Blöße nutzt sein Gegner geschickt aus. Fast scheint der Kampf verloren, da reißt sich Max zusammen und siegt doch noch. Sein Gang zurück in seine Garderobe wird für Max zum Triumphzug. Auch ein amerikanischer Journalist gratuliert ihm zu seinem Erfolg und schließt sein kurzes Interview mit den Worten: „Auf Wiedersehen in Amerika!“. Der Max unterlegene Gegner hingegen wird weder vom Publikum noch von seiner Geliebten noch eines Blickes gewürdigt. Auf Max hingegen wartet Hilde und gesteht ihm, dass sie ihn sehr lieb habe, auch wenn er das gar nicht verdient habe. Während beide sich küssen, ertönen von draußen kräftige Männerstimmen, die das Boxerlied singen. 

## Produktion

### Produktionsnotizen
Die Ausstattung besorgten Otto Erdmann und Hans Sohnle. Als Aufnahmeleiter fungierte Conny Carstennsen. Die Dreharbeiten für den Film begannen 1929, wobei er noch als Stummfilm konzipiert, jedoch mit Dialogszenen versehen worden war. Die Marktsituation verlangte jedoch einen Tonfilm. So kamen beide Fassungen in den Verleih. Die stumme Kopie hatte eine Länge von 2244 Metern und spielte 81 Minuten, die Fassung mit Ton maß 2115 Meter und lief 77 Minuten lang. Der Ton wurde nach dem „Aufnahme-Verfahren der Lignose-Hörfilm, System Breusing, auf Artiphon Record“ festgehalten.
Die Außenaufnahmen fanden im Berliner Sportpalast statt. Das Orchester bei den Musikaufnahmen für die Vertonung dirigierte Clemens Schmalstich. Die musikalische Leitung hatte Theo Mackeben.

### Max Schmeling
„Es wird alles stumm gedreht“, soll der Regisseur seinen Hauptdarsteller Max Schmeling (1905–2005) beruhigt haben. „Wir brauchen nur deine Mundbewegungen, weiter nichts.“ Doch dann wird der Stummfilm Liebe im Ring doch vertont. Max Schmeling spielt dort einen Boxer und muss nun gegen seinen Willen nicht nur sprechen, sondern auch singen. Der Film wurde 1930 uraufgeführt. In seinen „Erinnerungen“ beschreibt Schmeling den Gesang als „schauderhaft“. (Berliner Morgenpost, 5. Februar 2005) Der Regisseur Reinhard Schünzel und Max Schmeling waren Duz-Freunde, weshalb dieser Schmeling überreden konnte, eine der Hauptrollen in dem Film zu übernehmen. Schmeling war zur Zeit des Filmdrehs schon ein Mythos. Sein Ehrgeiz, aber auch seine Bescheidenheit und seine Bereitschaft, diszipliniert zu arbeiten und auf manches zu verzichten, machten ihn als Boxer sympathisch. Er war gerade auf dem Weg zur Weltmeisterschaft im Schwergewicht. Er errang den Titel auch durch Disqualifikation seines Gegners Jack Sharkey wegen Tiefschlags. Schmeling, der als extrem fair galt, deprimierte es, wie er zu dem Titel gekommen war. Trotz Eindeutigkeit der Situation hätte er ihn deswegen fast nicht angenommen. Schmeling erzählte später in seiner Biografie, er habe seinen Ohren kaum trauen wollen, als Schünzel ihn nicht nur damit konfrontiert habe, dass es nun doch kein Stummfilm werden solle, sondern er, der in der Schule ein „ungenügend“ in Musik gehabt habe, auch noch habe singen sollen. Er habe sich zwar erst geweigert, aber Schünzel, der über eine unwiderstehliche Überredungskraft verfügt habe, habe ihn umstimmen können. Er habe ihm Gesangsunterricht versprochen und die Zusage gegeben, die entsprechende Szene notfalls wegzulassen, wenn sie ganz und gar misslungen sei, und ihm versichert, er wolle ja schließlich nicht seinen eigenen Film ruinieren. Dem Boxerlied konnte Schmeling nichts abgewinnen, er fand „die Rührpoesie dieser Verse schauderhaft“.

### Filmmusik
Den Titelschlager Das Herz eines Boxers schrieben Kapellmeister Artur Guttmann und Schlagerdichter Fritz Rotter; in der Schallplattenaufnahme von 1930 singen Max Schmeling, Kurt Gerron und Hugo Fischer-Köppe das Marschlied, erschienen bei [Electrola E.G.1765, mx. BLK 6034]. In der Übernahme der Matrize auf Victor war das Lied auch in Amerika erhältlich [Victor V-6071-A].
Das Boxerlied wurde bereits 1930 von anderen Sängern gecovert, zum Beispiel von dem Kabarett- und Refrainsänger Robert Koppel, begleitet von Theo Mackeben und seinem Jazzorchester.
Der zweite Tonfilmschlager von  Will Meisel, ein Tango mit dem Titel Heute tanz’ ich nur mit dir, dessen Worte Kurt Schwabach dichtete, trat hinter dem Boxerlied etwas zurück.
Das Boxerlied wurde auch erwähnt und gespielt in der Rundfunksendung Literatur und Sport: Mythos Boxkampf von Julika Tillmans, Redaktion Sylvia Schwab. Sie lief im HR 2-Kultur, am 22. Mai 2013 um 8.40 Uhr. Das Lied wurde inzwischen auch von mehreren Gegenwartskünstlern wieder aufgegriffen, unter anderem von der Hannoveraner Punk-Band Abstürzende Brieftauben, von „K.A.O.H. feat. Max“ und von Roger Baptist in seinem Projekt „Rummelsnuff“.

### Zensur, Veröffentlichung
Der Berliner Zensurbehörde lag der Film am 11. März 1930 vor. Er wurde in Deutschland am 17. März 1930 in den Berliner Terra-Lichtspielen im Mozartsaal uraufgeführt. Der Film lief auch in Spanien, Portugal und in Finnland sowie in Übersee. In den USA hatte er unter dem Titel Love in the Ring alternativ The Comeback am 10. August 1930 Premiere, in Japan war er ab dem 17. Dezember 1931 zu sehen. In Schweden lief er unter dem Titel Mandom, mod och sköna kvinnor.
In den USA wurde der Film 1936 von der Firma „Rogers Pictures, Incorporated“ noch einmal aufgelegt: er wurde in einer durch George Roland bearbeiteten Schnittfassung, nachsynchronisiert und mit einem Erzähltext von Sam Taub und Benny Leonard versehen.

## Kritik
Der Buchautor und Kritiker Karlheinz Wendtland schrieb: „Die Besetzung sicherte dem Film nicht nur die Aufmerksamkeit der Kritik, sondern auch den Beifall des Publikums. Für Renate Müller wurde das harmlose Lustspiel sogar zum Start einer unvergleichlichen Karriere.“
Paul Ickes war seinerzeit in der Filmwoche der Meinung: „In der Spielhandlung recht nett, im Technischen unzulänglich … Der Film lief als fün(f)zigprozentiger Ton- und Sprechfilm … Auch zeigte sich, daß die nachträgliche Synchronisation kein unbedingt sicheres Mittel ist, um die Effekte einer gleichzeitigen Bild- und Tonaufnahme zu erzielen.“
Auf die Verklärung des Boxsports in der Weimarer Republik nicht zuletzt durch Intellektuelle wie Bertolt Brecht und ihre Rolle im damaligen Geschlechterdiskurs verweist Martin Kraus; nach Ulrike Schaper kann die Figur des Boxers rückblickend als Selbstvergewisserung einer ursprünglich gedachten Männlichkeit gelesen werden und enthielt als solche zugleich einen Abwehrgestus gegen konkurrierende Geschlechtervorstellungen. Im Diskurs der 1920er Jahre kam der Boxer „als Reaktion auf Verunsicherung von Geschlechterbildern … so siegessicher und selbstverständlich männlich daher, bildete das Boxen doch scheinbar ein Refugium vor geschlechtlichen Verwirrungen.“ Auf dieser Grundlage, meint Kraus, ließen sich aus dem Lied über Das Herz eines Boxers schlagkräftige Botschaften an sowohl die weiblichen als auch die männlichen Kino- und Schallplattenkonsumenten herauslesen.
Wolfgang Wicht schrieb am 14. März 2012 in der Zeitung Thüringer Allgemeine: „Max Schmeling, Kurt Gerron und Hugo Fischer-Köppe sangen in dem Film Liebe im Ring von 1930 einen Song mit dem Refrain „Das Herz eines Boxers kennt nur eine Liebe, den Kampf um den Sieg ganz allein“. Das Lied ging in das Kulturgut des deutschen Schlagers ein“.